# Barolo

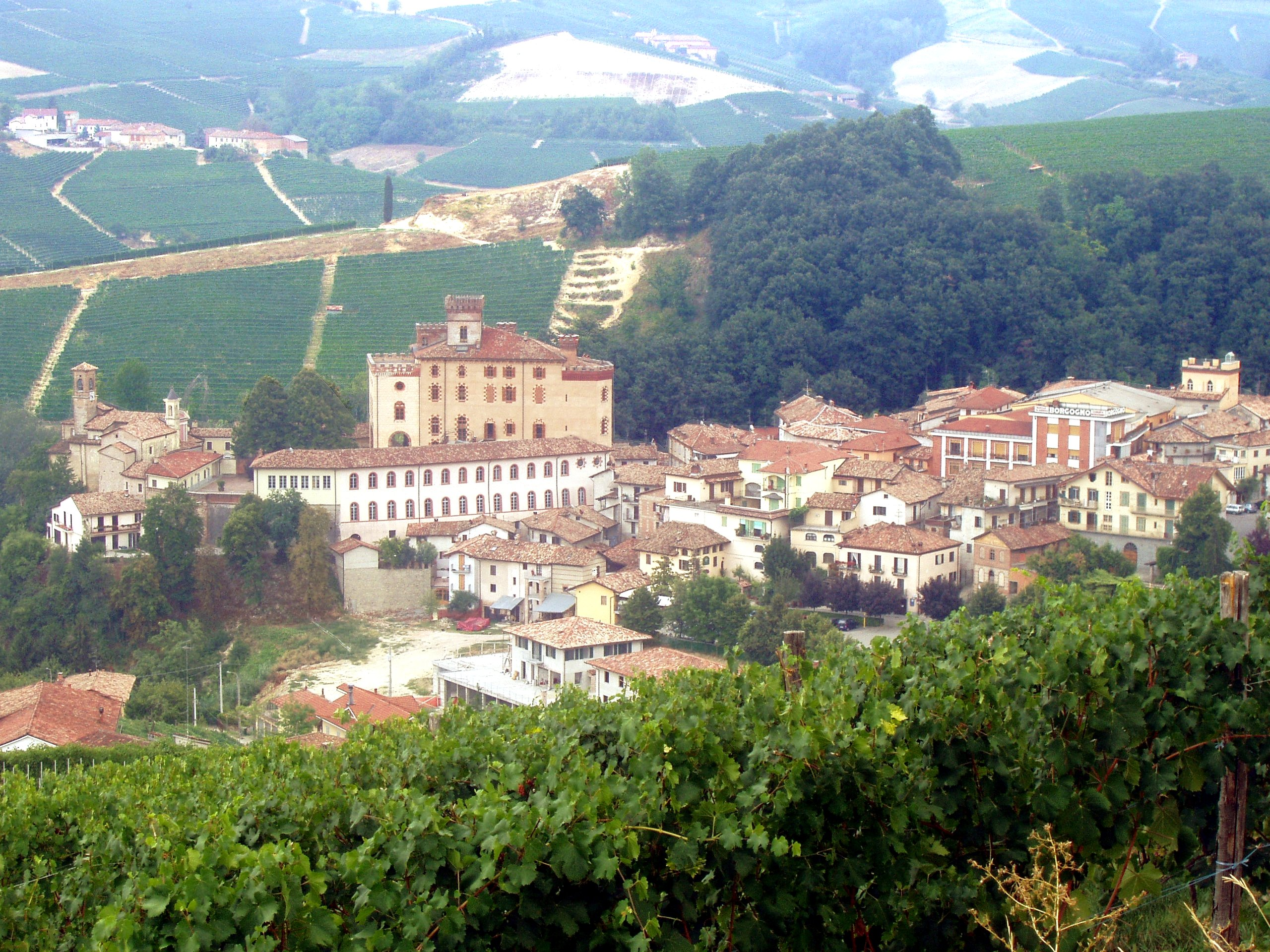
Widok na miejscowość

Barolo – miejscowość i gmina we Włoszech, w regionie Piemont, w prowincji Cuneo.
Według danych na rok 2004 gminę zamieszkiwało 679 osób, 135,8 os./km².
Wokół Barolo uprawiana jest winorośl i powstaje jedno z najsławniejszych i najwyżej cenionych włoskich win. Jeśli spełnia wymogi jakościowe, ma prawo do nazwy DOCG Barolo.